# Diplôme d'études en langue française

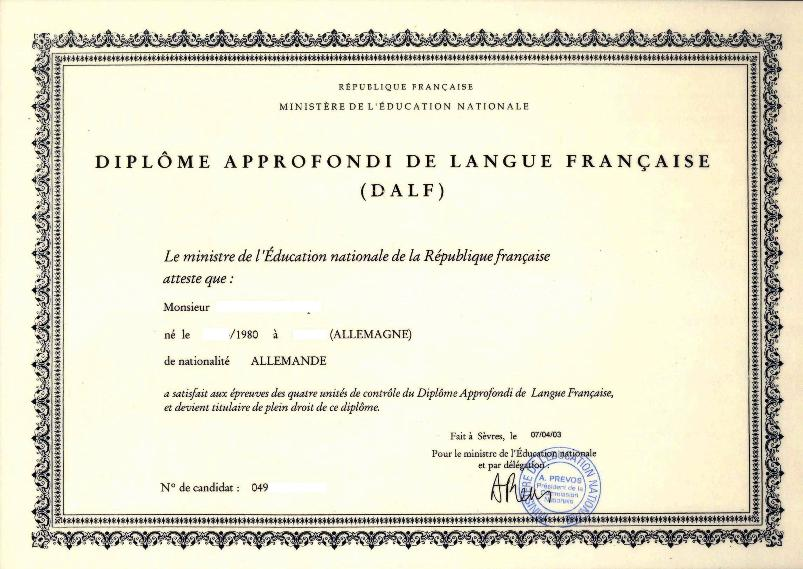
Voorzijde van het diploma in 2003

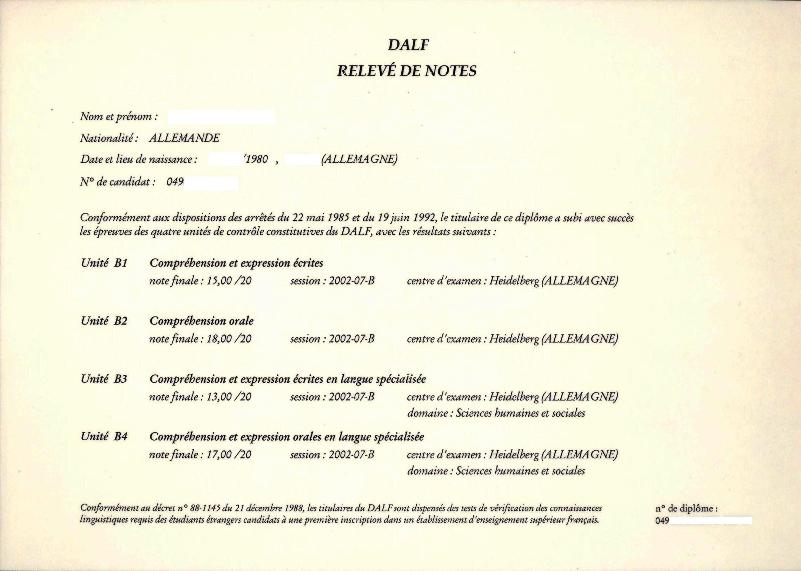
Achterzijde van het diploma in 2003

Het Diplôme d'études en langue française (DELF) is een internationaal erkend diploma voor de vaardigheid in het Frans. Het examen staat onder auspiciën van de Franse overheid, het diploma wordt door de Franse overheid uitgereikt. De examens worden in Frankrijk bij de verschillende instituten waar het Frans wordt onderwezen afgenomen, in Nederland bij de Alliance française in Den Haag.
De examens DELF worden afgelegd op vier niveaus van het Europees Referentie Kader:
- A1 – allereerste beginner
- A2 – beginner
- B1 – iets gevorderd
- B2 – gevorderd

Voor de hoogste niveaus C1 en C2 heten de diploma's DALF C1 en DALF C2: Diplôme Approfondi de Langue Française. DELF Scolaire is een programma dat speciaal voor leerlingen is bestemd.
De examens worden afgenomen door gecertificeerde examinatoren, die zijn opgeleid aan het Centre International d’Études Pédagogiques (CIEP) in Sèvres.
Het DELF-programma beoordeelt de vaardigheden in het Frans op vier punten, luister-, lees-, schrijf- en spreekvaardigheid. Deze vaardigheden wegen evenveel, dus ieder voor een kwart, in de beoordeling. 